# Gunung Bohong
Gunung Bohong är ett berg i Indonesien.   Det ligger i provinsen Jawa Barat, i den västra delen av landet, 100 km sydost om huvudstaden Jakarta. Toppen på Gunung Bohong är 877 meter över havet, eller 134 meter över den omgivande terrängen. Bredden vid basen är 1,9 km.
Terrängen runt Gunung Bohong är kuperad norrut, men söderut är den platt.Runt Gunung Bohong är det mycket tätbefolkat, med 10 000 invånare per kvadratkilometer. Närmaste större samhälle är Bandung, 11,3 km öster om Gunung Bohong. Omgivningarna runt Gunung Bohong är en mosaik av jordbruksmark och naturlig växtlighet.